# Tony Kaye (Regisseur)

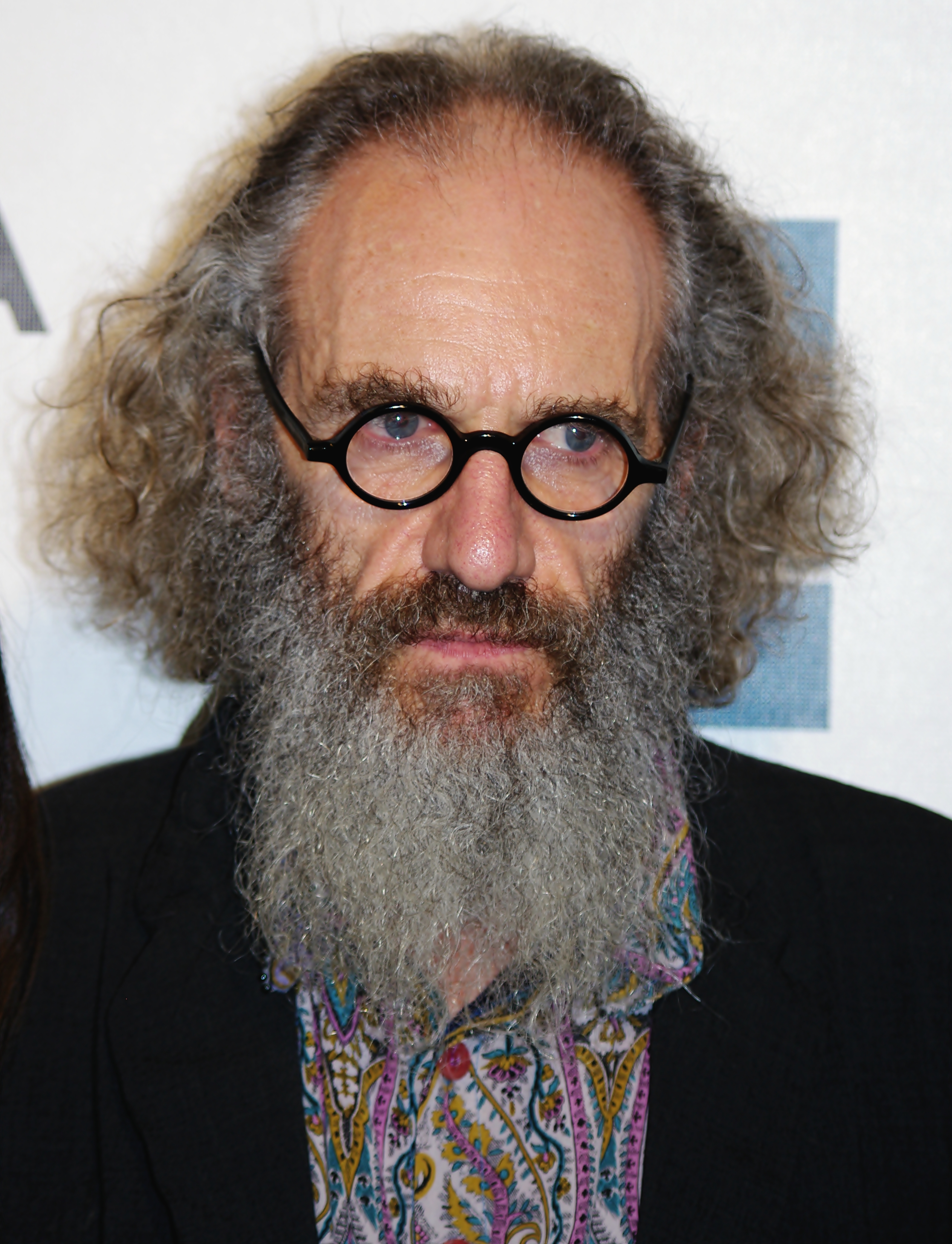
Tony Kaye, 2011

Tony Kaye (* 8. Juli 1952 in London, England) ist ein britischer Regisseur von Werbefilmen, Spielfilmen und Musikvideos.
1998 verklagte er die Produktionsfirma New Line Cinema und die Directors Guild of America auf 275 Millionen US-Dollar, da diese ihm untersagt hatten, für seinen Film American History X das Pseudonym Humpty Dumpty zu verwenden. Er wollte nicht unter seinem richtigen Namen mit dem Film in Verbindung gebracht werden, da er mit der gegen seinen Willen von Hauptdarsteller Edward Norton erstellten Schnittfassung nicht einverstanden war. Directors Guild argumentierte mit Regelverstößen durch Kaye, da dieser in ganzseitigen Anzeigen in dem Magazin Variety den Film angegriffen hatte. Kaye dagegen sah durch die ihm bekannte Schnittfassung seine Rechte, die sich seiner Meinung nach aus dem 1. Zusatzartikel zur Verfassung der Vereinigten Staaten ergäben, verletzt.
Im November 2002 hatte er den Auftrag, Marlon Brandos zehntägigen Schauspielworkshop Lying for a Living zu dokumentieren. Am ersten Tag erschien er dann als Osama bin Laden verkleidet, am dritten verließ er im Streit mit Brando den Workshop. Kayes Assistent Marty Schwartz setzte die Dokumentation fort; das Ergebnis wurde aber nie veröffentlicht.
2006 drehte er eine selbstfinanzierte Dokumentation über Anti-Abtreibungskampagnen in den USA, Lake of Fire. Er führte Regie bei Stadium Arcadium von den Red Hot Chili Peppers sowie bei dem Video What God Wants des ehemaligen Pink-Floyd-Mitglieds Roger Waters.
Kayes zweiter, 2007 entstandener Spielfilm Black Water Transit, wurde 2009 in Cannes den Verleihern präsentiert, kam aber nie ins Kino, da die Produktionsfirma insolvent wurde.

## Filmografie
- 1992: Runaway Train, mit Soul Asylum
- 1995: Tony Kaye’s Documentary (Fernsehserie)
- 1998: American History X
- 2000: The 100 Greatest TV Ads
- 2001: Die Zehn Gebote der Kreativität
- 2002: Snowblind
- 2002: Spun (als Schauspieler)
- 2002: Who Is Alan Smithee?
- 2005: Best Ever Ads
- 2006: Lake of Fire
- 2011: Detachment
- 2024: The Trainer